# Trochospongilla latouchiana
Trochospongilla latouchiana är en svampdjursart som beskrevs av Annandale 1907. Trochospongilla latouchiana ingår i släktet Trochospongilla och familjen Spongillidae.
Artens utbredningsområde är havet utanför Indien. Inga underarter finns listade i Catalogue of Life.